# Нижегородская государственная областная универсальная научная библиотека
Нижегоро́дская госуда́рственная областна́я универса́льная нау́чная библиоте́ка им. В. И. Ле́нина (в 1932—1990 гг. — Горьковская) — центральная библиотека Нижегородской области, одна из крупнейших областных библиотек страны.
Находится в Нижнем Новгороде (ул. Варварская, дом 3). Является получателем обязательного экземпляра всей печатной продукции Нижегородской области, головной организацией в Нижегородской корпоративной библиотечной сети. Библиотека входит в состав АРБИКОН (Ассоциации региональных библиотечных консорциумов).

## История
Нижегородская областная библиотека является преемницей городской общественной библиотеки, решение о создании которой было принято в 1831 году.
23 (10) апреля 1830 года президент Императорского Вольного Экономического общества граф Н. С. Мордвинов, по поручению Общества, обратился к министру внутренних дел А. А. Закревскому с предложением об учреждении публичных библиотек в губернских и уездных городах. 5 июля 1830 года Циркулярное предписание министра внутренних дел за № 777 «О заведении в губерниях публичных библиотек для чтения» было направлено в губернские города России, в котором губернаторам предлагалось на местах изыскать средства для их создания.
В 1831 году нижегородское дворянство во время выборов решило учредить в городе публичную библиотеку и постановило — «в пособие на сие заведение пожертвовать в виде добровольной окладки 10 тысяч рублей». За шесть лет на заведение библиотеки было собрано всего «ассигнациями и монетою 1434 рубля 48 копеек».
В 1837 году при выборах дворянство вновь обсуждало вопрос о библиотеке и постановило «открытие оной отложить до удобного времени». В 1846 году военный губернатор князь Урусов, характеризуя состояние библиотеки, отмечал, что «для библиотеки в продолжение 8 лет никакого приращения не сделано».
Купеческий Нижний не очень жаловал книгу: как писали «Нижегородские губернские ведомости», в 1839 году в Нижнем было 685 лавок, и из них ни одной специализированной книжной. На Большой Покровской было два заведения, где можно было найти книги. Как писал Д. Н. Смирнов: «Желающие купить книгу или журнал держали свой путь в аптекарско-парфюмерный магазин на Покровке, принадлежавший казанскому татарину Пендрину. В глубине магазина, позади витрин с корсетами, одеколоном, мозольным пластырем и персидским порошком скромно приютилось несколько полок с печатными произведениями. Пендрин не скрывал подсобного значения своего книжного товара. Неходкие или залежавшиеся издания им употреблялись на завертку прославленного казанского мыла».
Другим местом, куда могли направиться читатели-нижегородцы была кофейня кондитера Кемарского, открытая в 1840 году. Задняя часть кофейни была отведена под хранение печатной продукции. К услугам посетителей кофейной предлагалось до 2000 книг: романов, повестей и ежемесячных «толстых» журналов. При «чае с лимоном», «кофе по-венски» или «шоколаде с вафлями» чтение было бесплатным, а взятие на дом книги или журнала требовало уплаты разового взноса.
В 1844 году в Нижнем Новгороде открывается «Библиотечное книжное заведение общего пользования». Содержателем его был Степан Прохорович Меледин, библиотечная деятельность которого началась в Семенове, но не имела там успеха, как впоследствии и в Нижнем. Описывая Большую Покровскую, краевед Храмцовский писал о библиотеке Меледина: «Между Лыковым съездом и Болотовым переулком, в доме Базилевского, помещается библиотека для чтения Меледина, самая лучшая из частных нижегородских библиотек: в ней можно найти не только все журналы и все произведения литературы новейшего времени, но и огромное собрание книг и журналов прошедшего столетия, между которыми есть очень много редких изданий. В ней всех книг до 1700 названий, в 2100 экземплярах и 5000 томах». П. Д. Боборыкин вспоминал о содержателе библиотеки, Балахнинском мещание Меледине: «Это была типичнейшая фигура. Из малограмотных иещан уездного города он сделался настоящим просветителем Нижнего; имел на родине лавчонку, потом завел библиотеку и кончил свою жизнь заведующим городской публичной библиотекой, которая разрослась из его книгохранилища… Всякую книгу он знал и прочел, конечно, две трети томов своей библиотеки, тогда исключительно русской… он умел возбуждать наш интерес как никто».
В начале 60-х годов XIX столетия вопрос об открытии библиотеки был снова поднят. По подписке было собрано 1600 рублей серебром. При учреждении городской публичной библиотеки возникла идея объединить её с читальней Меледина, который едва сводил концы с концами. Хотя ему было уже 75 лет, Степан Прохорович взялся за устройство библиотеки: за 900 рублей в год он обязывался присоединить своё собрание к новой библиотеке и снять для этого помещение в общественном доме с отоплением, освещением, а также нанять четырёх приказчиков и сторожа.
28 февраля 1861 года городская общественная библиотека была торжественно открыта в общественном доме на Большой Покровской. На открытии присутствовали губернатор, вице-губернатор и все подписчики. Около двух часов было совершено молебствие, по окончании которого один из членов комитета, занимавшегося устройством библиотеки, Е. И. Рагозин произнес речь о значении книги. После чего большая часть присутствовавших была приглашена на обед, данный по этому случаю здешним купечеством в Коммерческом клубе.

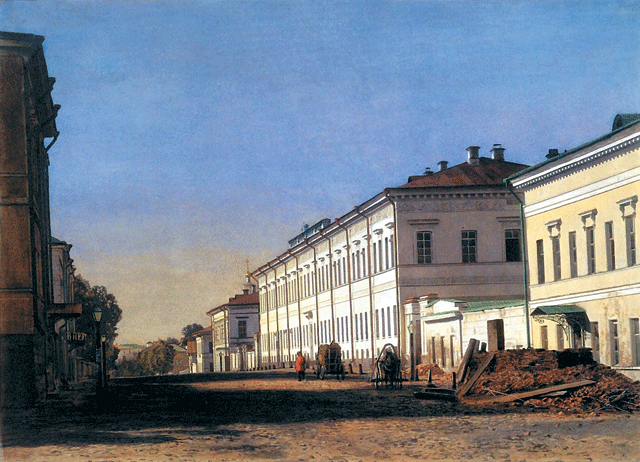
Здание Александровского дворянского института. 1870 год. Фото А. О. Карелина

В 1924 году существовавшие библиотеки были объединены на базе Городской общественной библиотеки. Библиотека была преобразована в губернскую центральную общественную научную библиотеку им. В. И. Ленина и переехала в здание Александровского дворянского института на улице Варварской. В 1930 году ей был присвоен статус государственной библиотеки, в 1936 — областной.

## Фонд
Фонд библиотеки начал формироваться в 1830 году, когда из Министерства народного просвещения для основания библиотеки было прислано 212 книг. К моменту открытия в 1861 году фонд содержал около 1000 томов пожертвованных нижегородцами. Так, например, в 1851 году известный писатель П. И. Мельников-Печерский пожертвовал 429 книг, а в 1897 году сын писателя подарил городу библиотеку отца — 1349 книг. Читальня Меледина к моменту объединения с фондом в 1861 году насчитывала около 8000 томов. С 1861 по 1915 год более 300 человек пожертвовали тринадцать тысяч книг, среди которых было немало ценных и редких изданий. Библиотека не забывала благодарить своих дарителей, называя их фамилии в отчетах и в "Книге пожертвований в Нижегородскую общественную библиотеку ", публикуя сведения о дарах в «Нижегородских губернских ведомостях».
В 20-е годы XX века, период национализации частных библиотек, поступило много редких книг из бывших помещичьих усадеб: Философовых, Пашковых, Шереметевых, Жомени, известного ученого-химика В. Ф. Лугина, графа А. Уварова, архив царевичей и князей Грузинских (с большим количеством рукописей).
Влились библиотеки закрывшихся научных и учебных заведений, в том числе Аракчеевского кадетского корпуса, в состав которого входили книги лично принадлежащие графу из его поместья Грузино; богатейшая семинарская библиотека (собирать которую начал ещё архиепископ Питирим) с её древлехранилищем; и другие уникальные собрания.
В настоящее время фонд библиотеки составляет около 4 миллионов документов, из них:
- книг — около 2 миллионов;
- периодических изданий — более 1 миллиона;
- нормативно-технической документации — около 700 тыс.;
- нотных изданий — более 40 тыс.

Гордостью библиотеки являются редкие книги.
Летописцы, хронографы, синодики, уникальные певческие (крюковые) сборники, содержащие произведения древнерусской музыкальной культуры.
В библиотеке хранится единственный известный список «Степенной книги» XVII века в пространной редакции, памятник русской исторической литературы, который имеет точное указание места и времени написания, заключённое в акростихе.
Среди редкостей — венецианские издания сочинений Квинта Горация Флакка (1492/1493 гг.) и «Естественной истории» Плиния (1487 г.) — единственные экземпляры на всей территории бывшего СССР.
Ценнейший фонд составляют прижизненные издания Мартина Лютера и Филиппа Меланхтона — видных деятелей Реформации, Эразма Роттердамского.
Гордостью библиотеки является «Энциклопедия, или Толковый словарь наук, искусств и ремёсел» Д. Дидро и Ж. Д’Аламбера (1751—1765 гг.).
Самые ранние книги кирилловского шрифта — это отпечатанные в различных типографиях издания Ивана Федорова. Экземпляр редчайшего издания «Послания патриарха Иеремии» (Острог, 1583 г.) — самый полный из сохранившихся четырёх.
Широко представлены старопечатные издания гражданского шрифта:
только XVIII века их более 3000 экземпляров. Это известные: «Арифметика» Л. Магницкого (1703 г.), «Российская грамматика» М. Ломоносова (1755 г.).
Хранятся первые и прижизненные издания выдающихся русских писателей и поэтов: Г. Р. Державина, А. С. Пушкина, Н. А. Некрасова, И. С. Тургенева, а также книги, примечательные своим художественным оформлением, полиграфическим исполнением, мастерством переплетного дела.
В ряду особых библиофильских изданий, на первом месте стоит книга Н. Кондакова «Византийские эмали из собрания А. В. Звенигородского» (1892 г.).
Собираются книги с автографами известных деятелей прошлого и современности. Среди них Г. Державин, Н. Некрасов, В. Жуковский, П. Мельников-Печерский, В. Даль, М. Горький, В. Соловьёв, А. Кони, Р. Дизель, Г. Эйфель и другие.